# 이동 (서울)
이동은 현재의 송파구에 있던 폐지된 법정동이다. 방이동에 병합되어 폐지되었고, 중심 지역은 올림픽공원으로 개발되어 흔적이 사라졌다. 이후 오륜동 (서울)이 이동과 겹치는 영역에 신설되었다.